# Monomorium insolescens
Monomorium insolescens är en myrart som beskrevs av Wheeler 1934. Monomorium insolescens ingår i släktet Monomorium och familjen myror. Inga underarter finns listade i Catalogue of Life.

## Bildgalleri

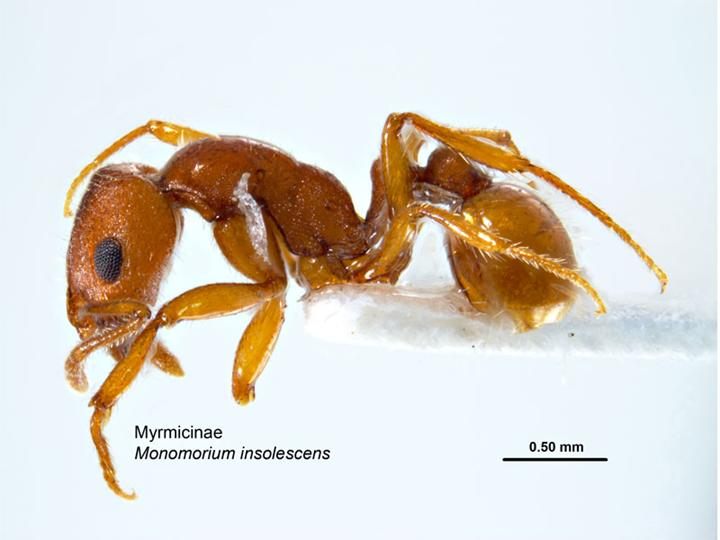